# NGC 7764
NGC 7764 је спирална галаксија у сазвежђу Феникс која се налази на NGC листи објеката дубоког неба.
Деклинација објекта је - 40° 43' 48" а ректасцензија 23h 50m 53,6s. Привидна величина (магнитуда) објекта NGC 7764 износи 12,3 а фотографска магнитуда 12,9. Налази се на удаљености од 20,5000 милиона парсека од Сунца. NGC 7764 је још познат и под ознакама ESO 293-4, MCG -7-48-27, VV 715, AM 2348-410, PGC 72597.